# Fednav
Die Reederei Fednav Limited, kurz Fednav, ist ein eignergeführtes Schifffahrtsunternehmen mit Sitz in Montreal.

## Einzelheiten
Das Unternehmen wurde 1944 von den ungarischstämmigen Brüdern Ernest und Ladislav Pathy als Federal Commerce & Navigation Company Limited in Toronto gegründet. 1946 wurde der Reedereibetrieb mit dem ersten Secondhand-Schiff, der in Federal Pioneer umbenannten Bell Park, aufgenommen. In den 1950er Jahren begann die Reederei mit der Arktisfahrt, insbesondere zur Versorgung des Personals der Distant Early Warning Line. 1953 verlegte das Unternehmen seinen Sitz von Toronto nach Montreal. Die bis heute aktive Federal Atlantic Lakes Line (FALLine) nahm 1959 den Betrieb auf. 1962 umfasste die Flotte bereits 32 Schiffe und die Reederei übernahm ihren ersten Neubau, die Patignies. 1965 diversifizierte Fednav mit der Erweiterung auf den Bereich Terminalbetrieb. 1970 übernahm Laurence Pathy, der Sohn Ladislavs, die Führung des Unternehmens. Im Jahr 1973 werden die beiden RoRo-Schiffe Avon Forest und Federal Avalon übernommen und KFZ nach Kanada eingeführt. Anfang der 1980er Jahre erhielt die Reederei größere Massengutschiffe. 2010 gab Laurence Pathy die Unternehmensführung an seine Söhne Mark und Paul ab. 2016 gab Mark seine Co-CEO-Position an Paul Pathy ab, der das Unternehmen seitdem als alleiniger CEO führt.
Heute (Stand: 2022) betreibt das Unternehmen 120 Massengutschiffe der Größen Seawaymax, Panamax  und Supramax, die teilweise der Reederei gehören und teilweise gechartert sind. Für Fednav arbeiten etwa 3500 Menschen, darunter 3000 Seeleute. An elf Standorten werden Büros betrieben.